# Simulium dekeyseri
Simulium dekeyseri es una especie de insecto del género Simulium, familia Simuliidae, orden Diptera.
Fue descrita científicamente por Shelley & Py-Daniel, 1981.